# غولم بحري
الغولم بحري هو عبارة عن فجوة أرضية بعمق 3م تقريبا تتجمع فيها المياه القادمة من نهير صغير مشكلة بحيرة صغيرة مساحتها بحدود 30م^2 تحدها من الأطراف مجموعة من أشجار التين مع فضاء جانبي يتخذ كموقع لتجمع الزوار القادمين من المناطق البعيدة كمنطقة اصطياف هربا من حرارة الجو صيفا، يقع الغولم البحري في المنطقة الواقعة بين مدينة خانقين و مدينة الميدان بالقرب من الحدود الإيرانية العراقية.